# Gizmotron
De Gizmo, ook wel Gizmotron, was een effectapparaat voor de elektrische gitaar, uitgevonden circa 1973 door de Engelse rockmuzikanten Kevin Godley en Lol Creme, terwijl ze leden waren van de Britse rockgroep 10cc.
De Gizmo werd voor het eerst vermeld op 10cc's instrumentale Gizmo My Way, waar het verschijnt als een slide-gitaareffect en aanhoudend achtergrondeffect, waarbij het in het lied fungeert als een soort zacht klanktapijt. Later was het te horen op het tweede album van 10cc, Sheet Music (1974), met name in het nummer Old Wild Men. Hierin is de invloed van het apparaat gedurende het grootste deel van het nummer als een uniek gitaareffect op de achtergrond te horen. De Gizmo werd ook gebruikt op een ander nummer van Sheet Music, namelijk Baron Samedi. De Gizmo bleef in gebruik op 10cc's daaropvolgende albums The Original Soundtrack (1975) en How Dare You! (1976), te weten de tracks Brand New Day, Iceberg en Don't Hang Up.
Volgens Paul Gambaccini, schrijver van het boek British Hit Singles, was 10cc niet in staat om zich voor hun vroege albums een orkest te veroorloven. Dus bedachten Creme en Godley een effectenmodulator die een gitaar in staat zou stellen om vioolachtige geluiden te produceren. Dat werd de Gizmotron. Dit was enkele jaren voor de introductie van de polyfone synthesizer en lang voor de ontwikkeling van digitale sampling.
Godley en Creme verlieten 10cc om het triple-conceptalbum Consequences (1977) te maken. Het was bedoeld als promotie voor de Gizmo en haar vermogen om een breed scala aan geluiden te creëren. Het Gizmo-geluid staat dan ook centraal in dit album. Andere Godley & Creme albums met de Gizmo omvatten L en Freeze Frame.
Het betreffende apparaat, de Gizmotron, is een klein 'doosje' dat bevestigd is aan de brug van de gitaar. Het bestond uit zes kleine, door een motor aangedreven wielen met getande randen, die precies op elke snaar pasten. Het continu buigen van de snaren kon door één of meer toetsen op de bovenzijde van het apparaat in te drukken. Dat indrukken van een toets zorgde ervoor dat het wiel tegen een motoraangedreven as aankwam en daarmee de bijbehorende snaar boog, terwijl de andere hand vrij bleef om enkele noten of volledige akkoorden te kunnen spelen. Hoe krachtig het geluid kon worden gecreëerd of hoe dynamisch het kon worden aangepast, was afhankelijk van hoe hard of zacht de wielen tegen de snaren werden ingedrukt. Het geluid werd ook beïnvloed door het type gitaarsnaren (rondgewonden of platgewonden).
Twee versies waren gepland – een voor de gitaar en een voor de bas. Uiteindelijk werden er maar een stel Gizmotrons gemaakt, waarvan de basversies in een grotere hoeveelheid werden geproduceerd dan gitaarversies. De gitaarversie werd alleen door Godley en Creme en 10cc in hun opnames gebruikt.
John McConnell, destijds hoogleraar natuurkunde aan de Universiteit van Manchester Institute of Science and Technology (UMIST), heeft Godley en Creme bijgestaan in de ontwikkeling van het prototype. Hij beschouwde het als essentieel dat het instrument het natuurlijke verval van een noot zou behouden, in plaats van dat er een scherpe cut-off zou plaatsvinden, zoals vaak ervaren wordt met een elektronische synthesizer.
De Gizmo is ook te horen op :
- The Church – Violet Town, waar het wordt gespeeld door Marty Willson – Piper.
- Siouxsie and the Banshees – Into the Light, gespeeld door John McGeoch.
- This Mortal Coil – It'll End in Tears (4AD), waar het werd gespeeld door Simon Raymonde van Cocteau Twins.
- Led Zeppelin – album In Through the Out Door (1979) (in het intro van In the Evening en in het lied Carouselambra).
- Paul McCartney – I'm Carrying van het album London Town (1978).
- Throbbing Gristle – album 20 Jazz Funk Greats (Industrial Records, 1979), gespeeld door Cosey Fanni Tutti.
- The Scaffold: Liverpool Lou (1974).